# Carlos Sergnese
Carlos José Antonio Sergnese es un político y abogado argentino, que se desempeñó como senador nacional por San Luis y Secretario de Inteligencia de la Argentina durante la corta presidencia de Adolfo Rodríguez Saá. Es considerado un delfín del anterior, quien lo impulsó en su carrera política, bajo cuyo gestión como gobernador ocupó tres ministerios, el de Hacienda, Gobierno y Desarrollo Social.
Fue denunciado en el proceso generado a raíz del escándalo de coimas en el Senado, como uno de los legisladores que recibió dádivas, negó los hechos y fue absuelto.
Fue presidente de la Cámara de Diputados de la Provincia de San Luis y juez del Superior Tribunal de Justicia provincial designado por mismo Rodríguez Saá, siendo acusado de promover fallos favorables a éste.